# DANZINDAN-POJIDON
『DANZINDAN-POJIDON』（ダンジンダン-ポジドン）は、1983年8月24日にアルファレコードから発売されたイノヤマランドのアルバム。

## 解説
ヒカシューの元メンバー、井上誠と山下康が結成したユニット「イノヤマランド」のデビューアルバム。プロデュースは細野晴臣。
¥ENレーベル傘下のMEDIUMレーベルよりリリース。
制作は細野が考案した「ウォーター・ディレイ・システム」によって行われている。これは水を張った水槽の中にマイクとスピーカーを取り付けて録音する手法で、これにより透き通った音の響きが得られている。
タイトル名の由来は山下の友人が子供のころに「ダンジンダン・ポジドン！」と言いながら遊んでいた光景にインスパイアされたもの。

## 曲目
※全編曲 : イノヤマランド

### A面
1. SHÜFFER
  - 作曲 : 山下康
2. POKALA
  - 作曲 : イノヤマランド
3. GLASS CHAIM
  - 作曲 : 山下康
4. PON
  - 作曲 : 山下康
5. WÄSSER
  - 作曲 : 山下康

### B面
1. MIZUE
  - 作曲 : 井上誠
2. COLLECTING NET
  - 作曲 : イノヤマランド
3. APPLE STAR
  - 作曲 : 井上誠
4. MEINE REFLEXION
  - 作曲 : 井上誠
5. 8・31
  - 作曲 : 井上誠